# 5-氟乳清酸
5-氟乳清酸（英語：5-Fluoroorotic acid，缩写5FOA）是一种嘧啶生物合成前体乳清酸的氟取代衍生物。5-氟乳清酸可被URA3基因编码的脱羧酶转化为具有毒性的5-氟尿嘧啶，因此常用于酵母的基因筛选。